# Козино (Корохоткинское сельское поселение)
Козино — деревня в Смоленском районе Смоленской области России. Входит в состав Корохоткинского сельского поселения. Население — 10 жителей (2007 год). 
Расположена в западной части области в 8 км к востоку от Смоленска, в 3 км южнее автодороги Р134 «Старая Смоленская дорога» Смоленск — Дорогобуж — Вязьма — Зубцов, на берегу реки Соменка. В 2 км юго-восточнее деревни расположена железнодорожная станция Духовская на линии Москва — Минск. 

## История
В годы Великой Отечественной войны деревня была оккупирована гитлеровскими войсками в июле 1941 года, освобождена в сентябре 1943 года. 